# Ga đường sắt cao tốc Đài Trung

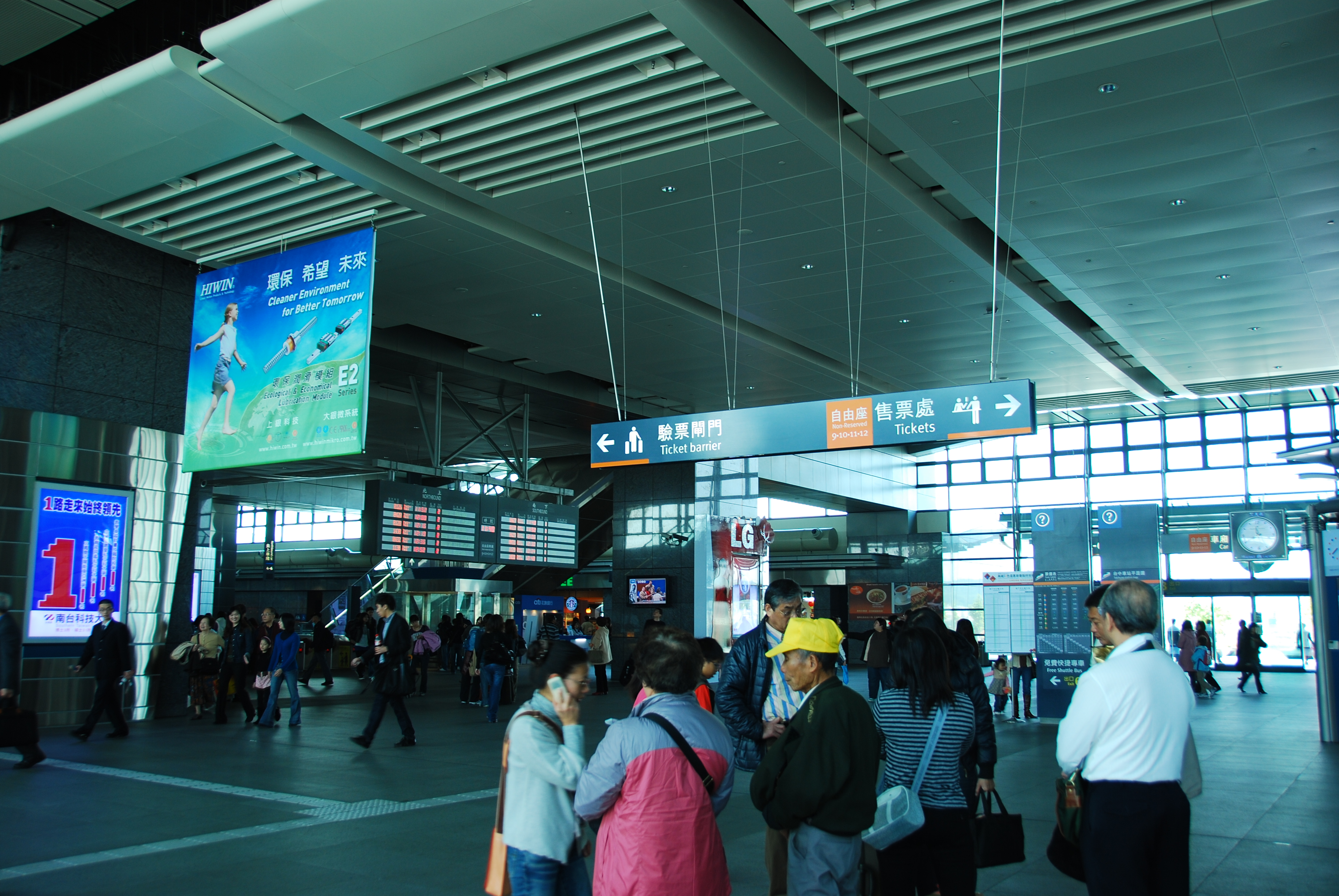
Hành lang ga THSR Đài Trung

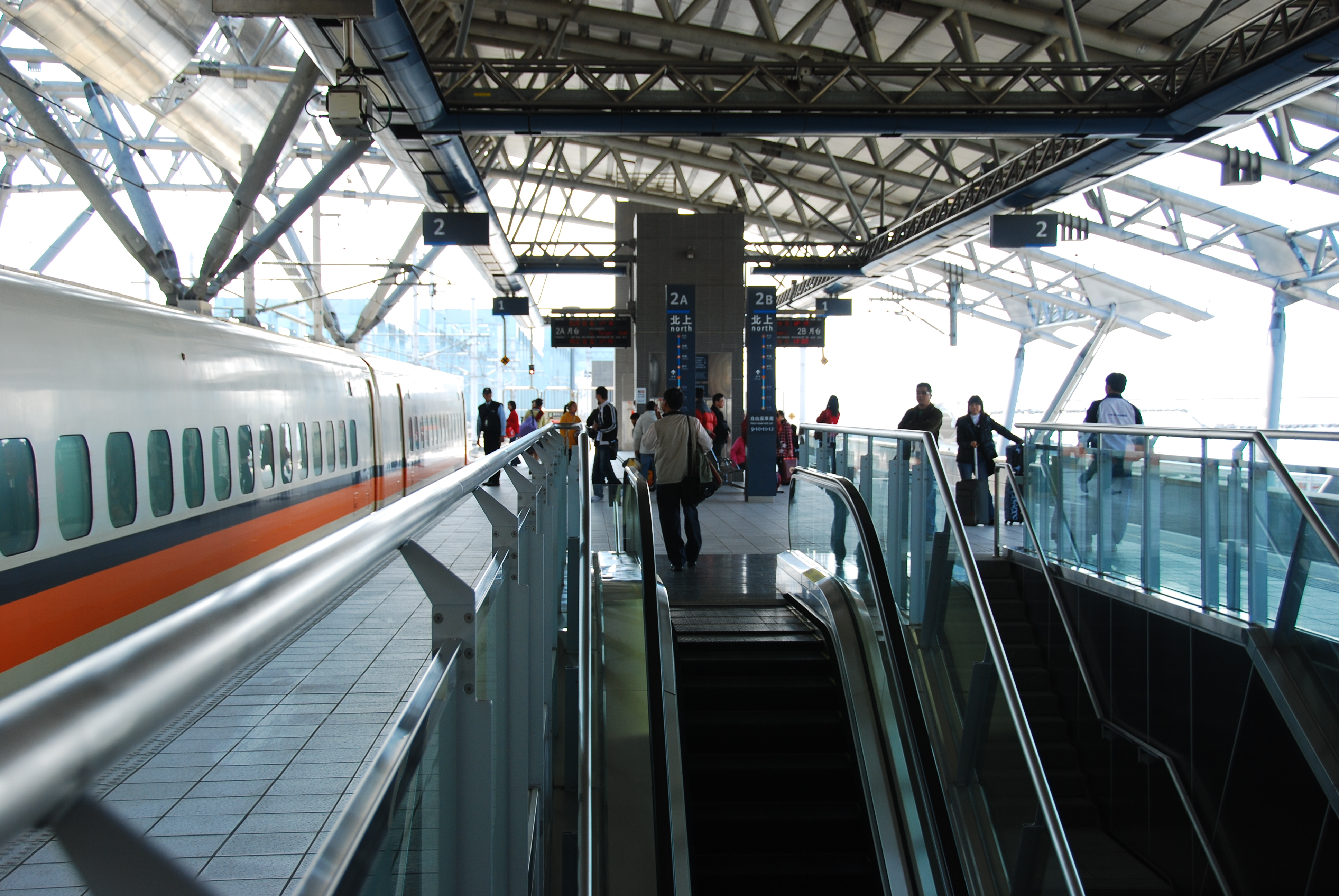
Ke ga hướng Bắc ga Đài Trung

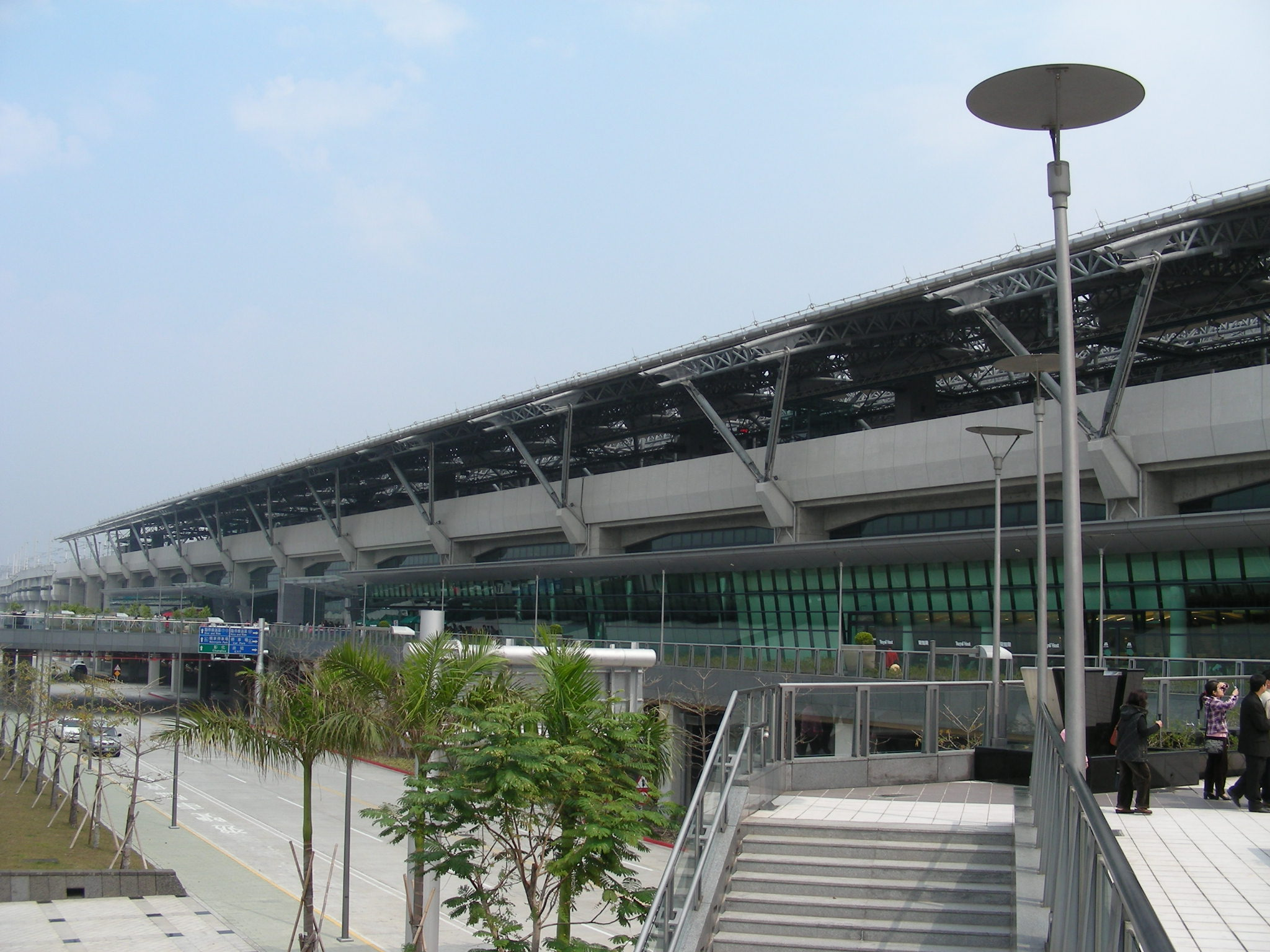
Ga THSR Đài Trung

Đài Trung HSR (tiếng Trung: 台中高鐵站; bính âm: Táizhōng Gāotiě Zhàn) là nhà ga đường sắt ở Đài Trung, Đài Loan phục vụ bởi Đường sắt cao tốc Đài Loan, kết nối với Ga Tân Ô Nhật cho dịch vụ TRA. Tất cả dịch vụ tàu đều dừng tại nhà ga này.

## Lịch sử
Nhà ga nằm ở trên cao với hai ke ga. Tổng diện tích nhà ga này là 12 hécta (120.000 m2).

## Bố trí ke ga
| 1 2 | 1A 1B | ■ Đường sắt cao tốc Đài Loan (Hướng Nam)              | Hướng đi Gia Nghĩa, Đài Nam, Tả Doanh |
| 3 4 |       | ■ Đường sắt cao tốc Đài Loan (Đường cho tàu chạy qua) |                                       |
| 5 6 | 2A 2B | ■ Đường sắt cao tốc Đài Loan (Hướng Nam)              | Hướng đi Tân Trúc, Đào Viên, Đài Bắc  |

## Bố trí ga
| 3F | Sân ga 1A              | THSR hướng đi Tả Doanh (Chương Hóa) |
| 3F | Ke ga                  |                                     |
| 3F | Sân ga 1B              | THSR hướng đi Tả Doanh (Chương Hóa) |
| 3F | Đường cho tàu chạy qua | Dịch vụ THSR đi qua                 |
| 3F | Đường cho tàu chạy qua | Dịch vụ THSR đi qua                 |
| 3F | Platform 2A            | THSR hướng đi Nam Cảng (Miêu Lật)   |
| 3F | Ke ga                  |                                     |
| 3F | Sân ga 2B              | THSR hướng đi Nam Cảng (Miêu Lật)   |

| 2F | Hành lang | Lối vào/lối thoát, quầy thông tin, quầy du lịch, siêu thị Khu vực bán vé, quầy bán vé tự dộng, cổng thu vé, phòng chờ Nhà vệ sinh, y tế |
| 2F | Hành lang | Hướng đi (với TRA Ga Tân Ô Nhật) |

| Đường đi | Khu vực ngoài | Bãi giữ xe, xe buýt, trung chuyển, nơi chờ taxi Nơi thả khách |

## Xung quanh ga
- Ga TRA Tân Ô Nhật
- Sông Đại Đỗ